# Cape Poinsett
Cape Poinsett – pokryty lodem przylądek na Antarktydzie, najdalej na północ wysunięty punkt Wybrzeża Budda. Został odkryty na podstawie zdjęć wykonanych podczas operacji Highjump i nazwany na cześć Joela Robertsa Poinsetta, amerykańskiego polityka i naukowca.